# Jan Jerzy Kurtz
Jan Jerzy Kurtz (ur. 1787, zm. 1828) – syn barona Jana Jerzego z Saksonii. Był fabrykantem skór a jednocześnie radcą województwa mazowieckiego. W 1827 r. zakupił po Bielińskich klucz dóbr Otwocka Wielkiego. Był właścicielem także Karczewa terenów po rzekę Świder. Dokończył budowę kaplicy cmentarnej w Karczewie, gdzie spoczął sam, a także leżą jego potomkowie.